# Cyathea moluccana
Cyathea moluccana är en ormbunkeart som beskrevs av Robert Brown och Nicaise Augustin Desvaux. Cyathea moluccana ingår i släktet Cyathea och familjen Cyatheaceae. Inga underarter finns listade.